# Tatort: Kälter als der Tod
Kälter als der Tod ist ein Fernsehfilm aus der Fernseh-Kriminalreihe Tatort der ARD, des ORF und des SRF und der erste Fall der von Margarita Broich und Wolfram Koch dargestellten Frankfurter Ermittler Janneke und Brix. Der vom Hessischen Rundfunk unter der Regie von Florian Schwarz produzierte Beitrag ist die 947. Tatort-Folge. Sie wurde am 17. Mai 2015 im Programm der ARD Das Erste erstmals ausgestrahlt. Die Haupt-Gaststars dieser Folge sind neben Emily Cox und Charleen Deetz, Carina Wiese und Roman Knižka.

## Handlung
In ihrem ersten Fall versuchen die neuen Frankfurter Ermittler Paul Brix und Anna Janneke, den Mord an einer Familie aufzuklären. Sie finden Peter und Lydia Sanders tot an ihrem Esstisch vor, im Nebenzimmer ihren Sohn Tobias, durch eine Schranktür erschossen. Von der Tochter Jule Sanders und ihrer Nachhilfelehrerin Miranda Kador fehlt jede Spur. Schließlich werden die beiden auf dem verlassenen Hof von Lydias verstorbenem Großvater gefunden.
Brix und Janneke halten zunächst Erbstreitigkeiten der Geschwister von Lydia für das Tatmotiv. Letztendlich stellt sich aber heraus, dass Miranda die Täterin ist. Sie ist die leibliche Tochter von Lydia. Um einen Kontakt zu ihrer Mutter herzustellen, bewarb sie sich als Nachhilfelehrerin bei deren Kindern Jule und Tobias in der Hoffnung, eine familiäre Bindung zur Familie herstellen zu können. Als sie sich ihrer Mutter zu erkennen gab, gestand diese ihr, dass sie das Ergebnis einer von vielen Vergewaltigungen durch Lydias Großvater ist, der somit ihr Vater und Urgroßvater gleichzeitig war. Lydia erzählte ihr, dass sie sich nicht in der Lage gefühlt habe, ein Kind großzuziehen, das durch sexuellen Missbrauch an ihr entstanden ist, darum habe sie sie weggegeben.
Miranda hatte nie vor, „ihrer“ neuen Familie etwas anzutun, doch als sie mit Lydia in der Küche war und im Radio das Lied lief, bei dem Lydia immer vergewaltigt worden war, eskalierte die Situation. Eine CD des Liedes hatte Lydia damals der Pflegerin von Miranda gegeben, die es als Zeichen der Liebe ihrer Mutter interpretierte. Das Gegenteil war jedoch der Fall, denn Lydia wollte dieses Lied und das Kind für immer loswerden. Nachdem Miranda ihrer Mutter gestanden hatte, dass sie ihre Tochter sei, zeigte Lydia nicht die von ihr erhoffte Reaktion. Die Mutterliebe, nach der sie sich so sehr gesehnt hatte, blieb aus und so nahm Miranda die Pistole, die aus dem Haushalt der Sanders stammt, um sich zu erschießen. Doch genau in diesem Augenblick stürmte Tobias ins Zimmer und völlig überfordert von der Situation, schoss Miranda einfach nur wild um sich. Einzig Jule, die gerade nach Hause kam, blieb ihr von ihrer so sehr ersehnten Familie. Und so verschleppte sie das Mädchen kurzerhand. Eigentlich wollte sie zusammen mit Jule auf dem Bauernhof sterben – dort, wo sie einst entstanden war. Mirandas Geständnis erfolgte im Haus der Sanders, wo Miranda mit der Kommissarin Anna Janneke zusammengetroffen war und eigentlich nur auf Jule gewartet hatte. Wieder will sie sich erschießen, doch eskaliert die Situation erneut und Miranda droht, Jule und die Kommissarin zu töten. Paul Brix muss eingreifen; um seine Kollegin und Jule zu retten, schießt er auf Miranda und trifft sie tödlich.

## Hintergrund
Der Film wurde vom 10. März bis 14. April 2014 unter den Arbeitstiteln Der Zauber des Anfangs und Liebe ist kälter als der Tod vom Hessischen Rundfunk produziert. Bei den Dreharbeiten in Frankfurt wurde auch das alte Neckermann-Gebäude in der Hanauer Landstraße zur Filmkulisse. Um die Innenaufnahmen der Dienststelle der beiden Ermittler in Szene zu setzen, wurde die fünfte Etage des Gebäudes angemietet. Die Anfangsszene, die das erste Treffen der beiden Ermittler einleitet, wurde in einer Gärtnerei in Ober-Mörlen gedreht. Als Wohnhaus von Brix und Fanny diente die Villa Stoll in Ober-Mörlen.
Das Stück auf der CD namens It Could Be You wurde extra für die Sendung von Florian van Volxem und Sven Rossenbach, die auch für den übrigen Soundtrack verantwortlich zeichneten, komponiert, der Text stammt von Matti Rouse. Gesungen wurde es von der Holländerin Margo van Bergen, kurz Margaux, und nachträglich veröffentlicht unter dem Bandnamen The Point.
Die Audiodeskription zum Film wurde vom HR selbst produziert. Sprecher ist Peter Veit.

## Rezeption

### Einschaltquote
Bei seiner Erstausstrahlung am 17. Mai 2015 wurde die Folge Kälter als der Tod in Deutschland von 9,89 Millionen Zuschauer gesehen, was einem Marktanteil von 28,4 Prozent entsprach.

### Kritik
Klaudia Wick von tittelbach.tv schreibt anerkennend: „Für ein ‚Tatort‘-Team des HR sind die neuen Kommissare aus Frankfurt auffallend freundlich – nicht egomanisch, nicht exzentrisch, nicht einmal zynisch. Margarita Broich und Wolfram Koch geben ein Versprechen auf eine gedeihliche und hoffentlich längere Zusammenarbeit als das Vorgänger-Dreamteam Król/Kunzendorf. Und wer von Florian Schwarz und Michael Proehl, den Schöpfern von ‚Im Schmerz geboren‘, erneut die Zertrümmerung des ‚Tatort‘-Formates erwartet, wird von ‚Kälter als der Tod‘ enttäuscht sein. Dass der Film aber alles andere als enttäuschend ist, dafür tanzen die beiden die Standardfigur des Genre-Krimis zu formvollendet aus. Top sind auch die Besetzung & die Arbeit der Gewerke.“
Auch  David Freches von der Berliner Zeitung kommt zu einer positiven Wertung und meint: „Es gibt wenig zu schmunzeln in diesem ‚Tatort‘ von Regisseur Florian Schwarz und dem Autor Michael Proehl. Aber weil sie sich entschieden haben, diesen düsteren Plot atmosphärisch konsequent umzusetzen, ist ihnen ein richtig guter Film gelungen. Das macht Lust auf mehr.“
Der SWR kommt zu dem Urteil: „Es ist bestimmt sauschwer, bei all den Tatorten noch was zu finden, was neu ist und anders. Irgendwas, was dieses Tatortteam einzigartig machen soll. Und, so leid mir das tut, die Suche der Frankfurter ist noch lange nicht beendet. Die Geschichte könnte spannend sein, aber irgendwie treffen hier Vorabendserien-Dialoge auf den Wunsch mal was ganz Verrücktes zu machen. Das geht bestimmt noch besser und vielleicht sollte jemand den Dialogschreiber mal ein bisschen einbremsen und den Chef nicht solche Sätze sagen lassen: ‚Der Fall ist aber auch echt beschissen. Könnte nicht wenigstens die Tatwaffe vom Himmel fallen, übersät mit engelsweißen Fingerabdrücken, oder ein Augenzeuge, am besten der Papst persönlich.‘“
Die Kritiker der Fernsehzeitschrift TV Spielfilm halten den Krimi für „bemerkenswert“ und zeigen mit dem Daumen nach oben. Sie meinen: „Der inszenatorische Gestaltungswille zieht sich so konsequent fantasievoll und risikobereit durch den Film, dass selbst Mätzchenhaftes (ins Bild geblendete SMS-Botschaften) nicht weiter störend ins Gewicht fallen. Die verästelte Komplexität des Falles (Inzest, Missbrauch, verstoßene Adoptivkinder, Rabenmütter, verschmähte Lesben-Liebe), in dem sogar die Haltbarkeit von Audio-CDs eine Rolle spielt, ist sicher nicht jedermanns Tasse Tee.“ Fazit: „Die Neuen sind nicht von der Stange und passen auf Anhieb.“